# Rasova
Rasova là một xã ở hạt Constanţa, România. Xã này gồm hai làng:
- Rasova
- Cochirleni